# 11533 Akebäck
11533 Akebäck eller 1992 EG6 är en asteroid i huvudbältet som upptäcktes den 1 mars 1992 av UESAC vid La Silla-observatoriet. Den är uppkallad efter Akebäcks socken.
Asteroiden har en diameter på ungefär 7 kilometer.